# Gunter Schneider (Biochemiker)
Gunter Schneider (* 1953 in Neunkirchen (Saar)) ist ein deutsch-schwedischer Biochemiker mit dem Arbeitsschwerpunkt Strukturbiologie und funktionelle Analytik von Polyketid-Antibiotika sowie Proteinen von Mycobacterium tuberculosis. Er ist unter anderem Mitglied des Steering Committees des Röntgen-Ångström-Clusters, der Nobelversammlung und des Aeropath-Konsortiums.
Nach dem Studium der Chemie an der Universität des Saarlandes promovierte er 1983 dort im Labor von Michael Zeppezauer und Hans Eklund. Später wurde er wissenschaftlicher Mitarbeiter an die Universität Uppsala in der Arbeitsgruppe von Carl-Ivar Brändén.
1989 wurde er Dozent und Arbeitsgruppenleiter in der Abteilung für Molekularbiologie der Schwedischen Universität für Agrarwissenschaften in Uppsala.
Seit 1995 ist er Professor und Leiter der Abteilung für Molekulare Strukturbiologie an der Fakultät für Medizinische Biochemie und Biophysik des Karolinska Institutet bei Stockholm.
Er ist verheiratet mit der Strukturbiologin Ylva Lindqvist, Tochter des Kristall-Chemikers Ingvar Lindqvist.